# NBA常规赛
NBA例行賽為循環賽制，每支球隊都要完成82場比賽；例行賽到次年的5月結束，每個分區的前8名，將有資格進入接下來進行的季後賽。

## 場數分配
一個完整的賽季需要完成82場比賽，其中包括41場主場及41場客場。現時NBA各球隊的比賽場數分配如下：
- 同分組球隊：一季4次對決，主、客各2場，四隊合計16場
- 同分區不同分組球隊：一季3或4次對決，十隊合計共36場
- 不同分區球隊：一季2次對決，主、客各1場，十五隊合計30場